# 尼古拉海峽
尼古拉海峽是古巴的海峽，位於該國西北岸，屬於大西洋的一部分，距離首都哈瓦那140公里，西面和北面以佛羅里達海峽為界，南面是薩瓦納-卡馬圭群島。

## 外部連結
- The Columbia Gazetteer of North America (2000). Nicholas Channel

23°25′N 80°05′W / 23.417°N 80.083°W